# Lummi (langue)
Ne doit pas être confondu avec Lummi.
Le lummi (Xwlemi Chosen en lummi) est un dialecte du salish des détroits, langue amérindienne de la famille des langues salish parlée par les Lummis aux États-Unis, dans l'État de Washington.